# Mellanvikt i grekisk-romersk stil i brottning vid olympiska sommarspelen 1980
Herrarnas brottningsturnering i grekisk-romersk i viktklassen mellanvikt vid olympiska sommarspelen 1980 avgjordes i CSKA Moskva i Moskva. 

## Medaljörer
| Klass      | Guld                           | Silver                | Brons                    |
| Mellanvikt | Gennadi Korban · Sovjetunionen | Jan Dołgowicz · Polen | Pavel Pavlov · Bulgarien |

## Resultat
Legend
- TF — Vinst genom fall
- IN — Vinst genom att motståndaren skadas
- DQ — Vinst genom passivitet
- D1 — Vinst genom passivitet, vinnaren är också passiv
- D2 — Båda brottarna förlorade på grund av passivitet
- FF — Vinst genom förverkande
- DNA — Anlände inte
- TPP — Totala straffpoäng
- MPP — Matchstraffpoäng

Straff
- 0 — Vinst genom fall, teknisk överlägsenhet, passivitet, skada och förverkande
- 0.5 — Vinst på poäng, 8-11 poängs skillnad
- 1 — Vinst på poäng, 1-7 poängs skillnad
- 2 — Vinst på passivitet,  vinnaren är också passiv
- 3 — Förlust på poäng, 1-7 poängs skillnad
- 3.5 — Förlust på poäng, 8-11 poängs skillnad
- 4 — Förlust genom fall, teknisk överlägsenhet, passivitet, skada och förverkande

### Elimineringsrunda

#### Omgång 1
| TPP | MPP |                            | Poäng     |                       | MPP | TPP |
| --- | --- | -------------------------- | --------- | --------------------- | --- | --- |
| 4   | 4   | Fernando San-Isidro (ESP)  | TF / 4:18 | Detlef Kühn (GDR)     | 0   | 0   |
| 4   | 4   | Aduuchiin Baatarkhüü (MGL) | TF / 3:48 | Pavel Pavlov (BUL)    | 0   | 0   |
| 0   | 0   | Gennadi Korban (URS)       | DQ / 5:37 | Mihály Toma (HUN)     | 4   | 4   |
| 1   | 1   | Mohammad El-Oulabi (SYR)   | 13 - 11   | Miroslav Janota (TCH) | 3   | 3   |
| 4   | 4   | Jan Dołgowicz (POL)        | D2 / 7:06 | Ion Draica (ROU)      | 4   | 4   |
| 3   | 3   | Jarmo Övermark (FIN)       | 5 - 8     | Leif Andersson (SWE)  | 1   | 1   |

#### Omgång 2
| TPP | MPP |                           | Poäng     |                            | MPP | TPP |
| --- | --- | ------------------------- | --------- | -------------------------- | --- | --- |
| 8   | 4   | Fernando San-Isidro (ESP) | D2 / 7:00 | Aduuchiin Baatarkhüü (MGL) | 4   | 8   |
| 4   | 4   | Detlef Kühn (GDR)         | DQ / 5:42 | Pavel Pavlov (BUL)         | 0   | 0   |
| 0   | 0   | Gennadi Korban (URS)      | DQ / 7:50 | Mohammad El-Oulabi (SYR)   | 4   | 5   |
| 4   | 0   | Mihály Toma (HUN)         | DQ / 7:01 | Miroslav Janota (TCH)      | 4   | 7   |
| 4   | 0   | Jan Dołgowicz (POL)       | TF / 2:17 | Jarmo Övermark (FIN)       | 4   | 7   |
| 8   | 4   | Ion Draica (ROU)          | D2 / 7:09 | Leif Andersson (SWE)       | 4   | 5   |

#### Omgång 3
| TPP | MPP |                          | Poäng     |                      | MPP | TPP |
| --- | --- | ------------------------ | --------- | -------------------- | --- | --- |
| 8   | 4   | Detlef Kühn (GDR)        | TF / 5:41 | Gennadi Korban (URS) | 0   | 0   |
| 0   | 0   | Pavel Pavlov (BUL)       | DQ / 8:01 | Mihály Toma (HUN)    | 4   | 8   |
| 9   | 4   | Mohammad El-Oulabi (SYR) | DQ / 5:34 | Jan Dołgowicz (POL)  | 0   | 4   |
| 5   |     | Leif Andersson (SWE)     |           | Bye                  |     |     |

#### Omgång 4
| TPP | MPP |                      | Poäng  |                     | MPP | TPP |
| --- | --- | -------------------- | ------ | ------------------- | --- | --- |
| 8   | 3   | Leif Andersson (SWE) | 3 - 4  | Pavel Pavlov (BUL)  | 1   | 1   |
| 1   | 1   | Gennadi Korban (URS) | 11 - 4 | Jan Dołgowicz (POL) | 3   | 7   |

### Sista omgångarna
| TPP | MPP |                      | Poäng     |                      | MPP | TPP |
| --- | --- | -------------------- | --------- | -------------------- | --- | --- |
|     | 1   | Gennadi Korban (URS) | 11 - 4    | Jan Dołgowicz (POL)  | 3   |     |
|     | 3   | Pavel Pavlov (BUL)   | 7 - 13    | Gennadi Korban (URS) | 1   | 2   |
| 3   | 0   | Jan Dołgowicz (POL)  | TF / 1:28 | Pavel Pavlov (BUL)   | 4   | 7   |